# Eiga Doraemon: Nobita no ningyo daikaisen
Eiga Doraemon: Nobita no ningyo daikaisen (ドラえもん のび太の人魚大海戦), Doraemon e a Lenda das Sereias (em português) é um filme japonês de anime de 2010. O filme foi lançado dia 6 de março de 2010 nos cinemas japoneses. É o trigésimo filme baseado na franquia Doraemon criada por Fujiko Fujio.
É parte do 40° aniversário (e o 30° aniversário do primeiro filme de Doraemon).

## Enredo
Uma vez mais Doraemon e os seus amigos regressam com uma nova e fantástica aventura na qual sulcarão os mares e descobrirão todos os segredos que escondem os seus habitantes. Nobita decidiu fazer mergulho! Para ajudá-lo, Doraemon inunda a cidade inteira com a Bomba de Águas Imaginárias. Após a sua primeira incursão submarina, Nobita e Doraemon conhecem a bela Sofia, que resulta ser, nem mais nem menos que... a princesa das sereias! As sereias viviam num planeta semelhante à Terra chamado Aqua. Mas o seu planeta foi destruído pelos tritões... E elas tiveram de
se refugiar nas profundezas dos oceanos da Terra. Até lá viajarão Doraemon e os seus amigos para a ajudar a recuperar a espada e a armadura que, segundo reza a lenda, os tritões lhes arrebataram.

## Elenco
| Personagem    | Japão              |
| ------------- | ------------------ |
| Nobita        | Megumi Ohara       |
| Doraemon      | Wasabi Mizuta      |
| Shizuka       | Yumi Kakazu        |
| Gian          | Subaru Kimura      |
| Suneo         | Tomokazu Seki      |
| Dorami        | Chiaki             |
| Mãe de Nobita | Kotono Mitsuishi   |
| Pai de Nobita | Yasunori Matsumoto |
| Sofia         | Rie Tanaka         |
| Haribō        | Mayumi Iizuka      |
| Dr. Mejina    | Yoichi Nukumizu    |
| Sakkana       | Kun Sakana         |
| Tragis        | Kendo Kobayashi    |

## Personagens
- Sophia (ソフィア, Sofia): A Princesa Sereia do Reino.
- Haribō (ハリ坊):[3] Um baiacu antropomórfico.
- Dr. Mejina (メジーナ博士, Mejina Hakase): O Professor do Reino.
- Sakkana (サッカーナ) - Assistente do Dr. Mejina
- Comandante Rosy Grub/Tragis (トラギス司令官, Toragisu Shirei Kan): Vilão

## Banda sonora
Tema de abertura
- Yume o Kanaete Doraemon (夢をかなえてドラえもん) cantada por MAO.

Tema de encerramento
- Kaeru Basho (手をつなごう) cantada por Thelma Aoyama.[4]

## Recepção
O filme ganhou o prêmio "Excelente Animação do Ano" do 34° Japan Academy Prize, e foi nomeado para a Animação do Ano. O filme arrecadou 3.16 bilhões de ienes/US$38.1 milhões e foi classificado como o 5° maior filme japonês de animação em sucesso de bilheterias.